# Зиттиг, Эрнст
Эрнст Карл Вильгельм Зиттиг (нем. Ernst Karl Wilhelm Sittig) (1887—1955) — немецкий лингвист, специалист по греческой филологии. В 1926 — профессор Кёнигсбергского университета, в 1927—1945 профессор индогерманистики и славистики в Тюбингенском университете. Исследователь текстов критского письма и кипрского письма. В годы 2-й мировой войны выполнял по заказу военных работы по дешифровке.
Верно предположив, что Линейное письмо Б содержит тексты на греческом языке, Зиттиг попытался дешифровать их с использованием статистических методов. Однако отсутствие формального анализа текстов и ряд ложных допущений привели его к неверным выводам. После публикации дешифровки Вентриса и Чедвика поддержал их точку зрения и отказался от своей дешифровки. Также потерпел неудачу при попытке дешифровки Фестского диска и кипро-минойского письма, которые тоже пытался истолковать по-гречески.